# Annemarie Jacir
Annemarie Jacir é uma cineasta, fotógrafa  e poetisa palestina.